# Henri Teyssedou
Henri Teyssedou, né le 3 avril 1889 à Figeac et mort le 24 janvier 1967 à Bresles, est un athlète français spécialiste de courses de fond. 

## Biographie
Henri Léon Teyssedou est le fils de Henri Teyssedou, garçon de salle, et de Louise Marre, marchande.
Il est 25e du marathon masculin aux Jeux olympiques de 1920 à Anvers et vice-champion de France de marathon la même année.